# Cascades de Fiumelatte
« Fiumelaccio, le fleuve le plus blanc qui descende de la montagne et le plus court que l'on connaisse. » (Léonard de Vinci, Codex Atlantique)
Les Cascades de Fiumelatte  (en italien, Cascata del Fiumelatte) sont un ensemble de trois chutes d’eau situé à Fiumelatte, Varenna, sur la montagne du lac de Côme en Lombardie.

## Description
La Fiumelatte est la rivière la plus courte d'Italie avec seulement 200 m. sur le développement. Ses eaux tonitruantes qui plongent dans le lac de Côme sont si scintillantes qu'elles lui donnent une incroyable couleur blanc laiteux, un phénomène dont il tire son nom. C'est un torrent temporaire : il apparaît rapidement vers la fin mars puis disparaît en octobre.
Cette singularité particulière a conduit les spécialistes à émettre l'hypothèse que la Fiumelatte représente un « débordement » d'un imposant bassin situé dans les entrailles du cirque arrière glaciaire de Moncodeno, dans le nord de la Grigna. Léonard de Vinci se consacrera longtemps à ses études, considérant toute la montagne jusqu'à Lierna et Mandello del Lario avec leurs rivières souterraines comme les veines du corps humain qui alimentent la vie, dans un lieu unique au monde.
Au fil des siècles, le fleuve a suscité la curiosité de plusieurs artistes ; parmi eux Léonard, qui mentionne le Fiumelaccio dans la feuille 214 du Codex Atlanticus.

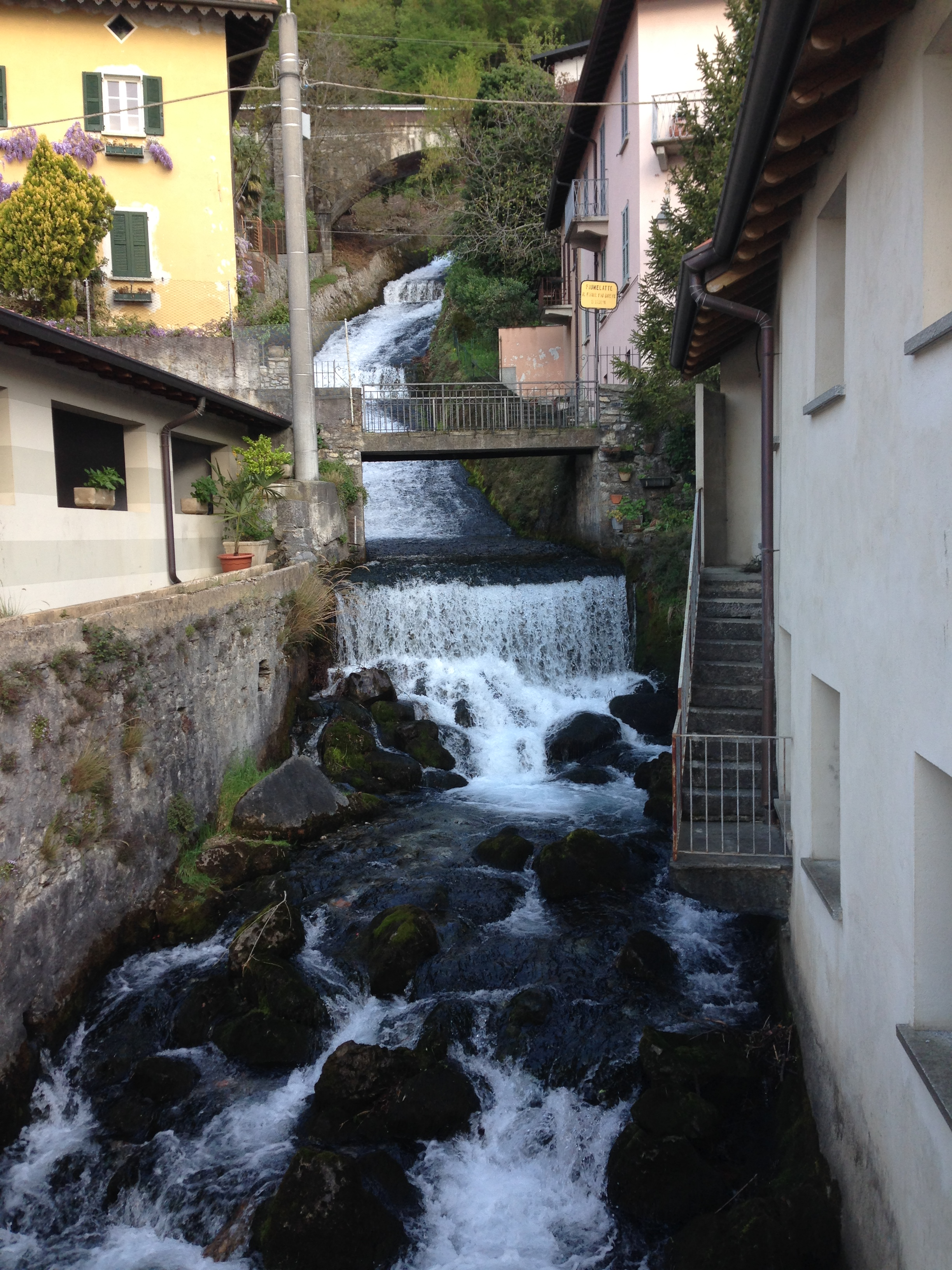
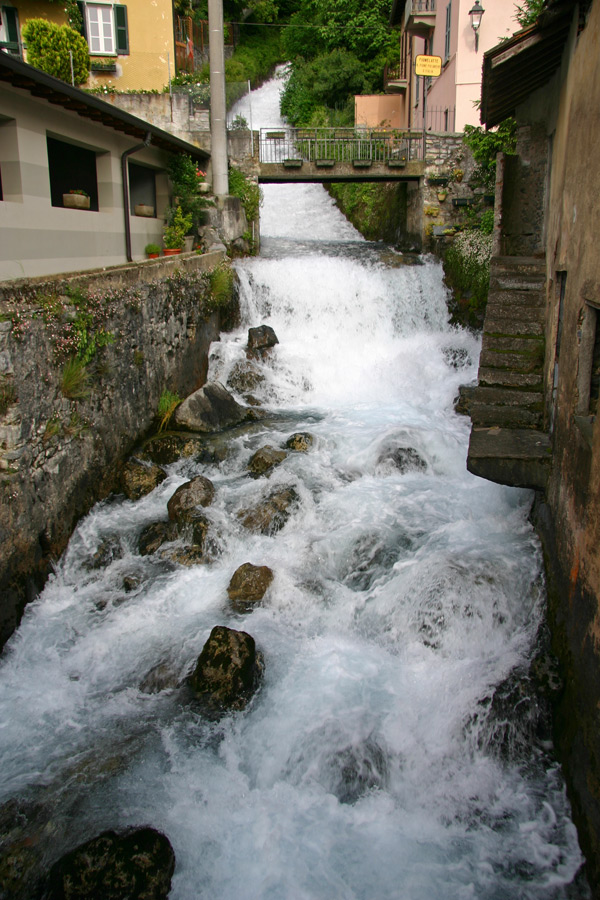
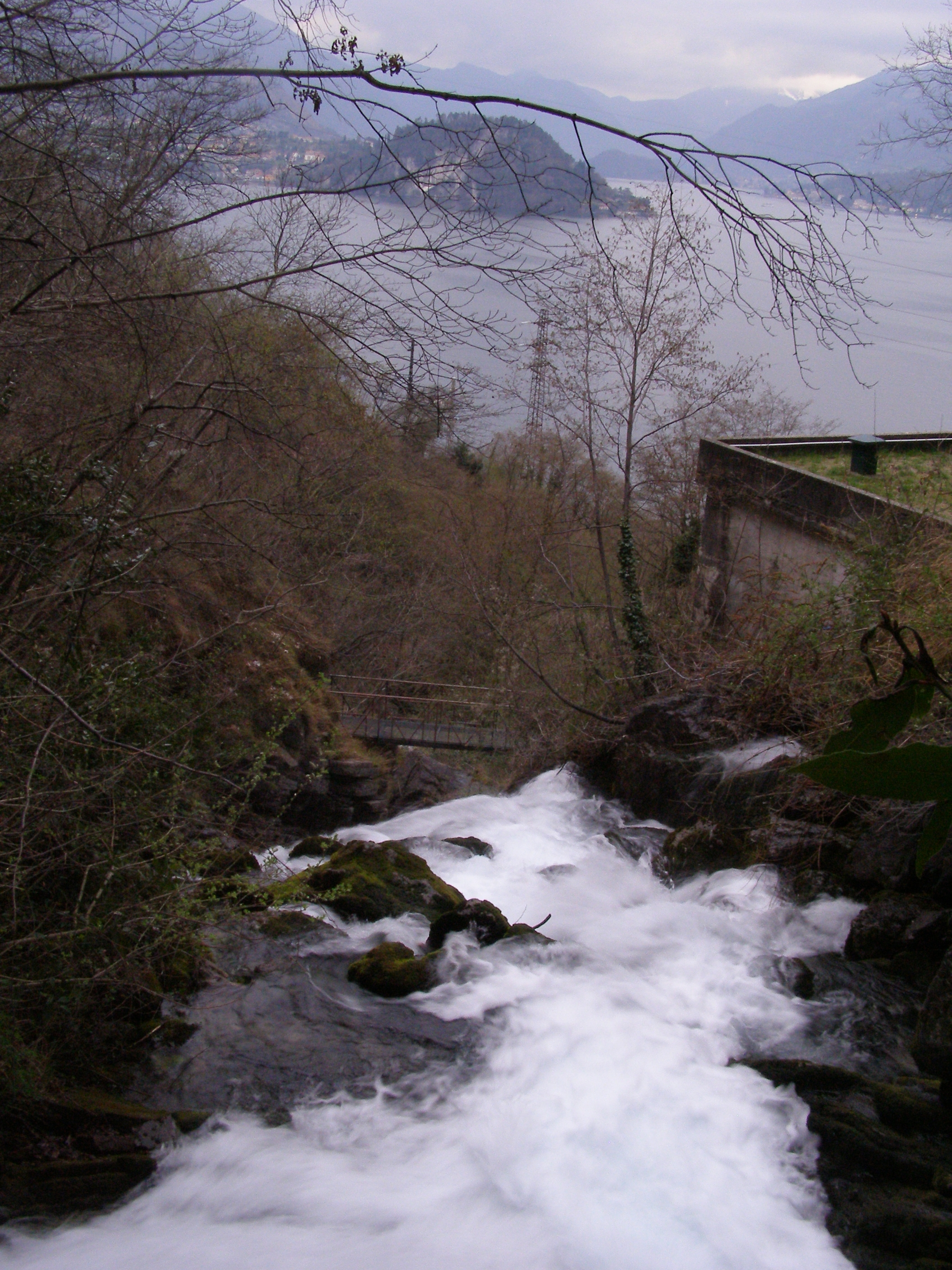
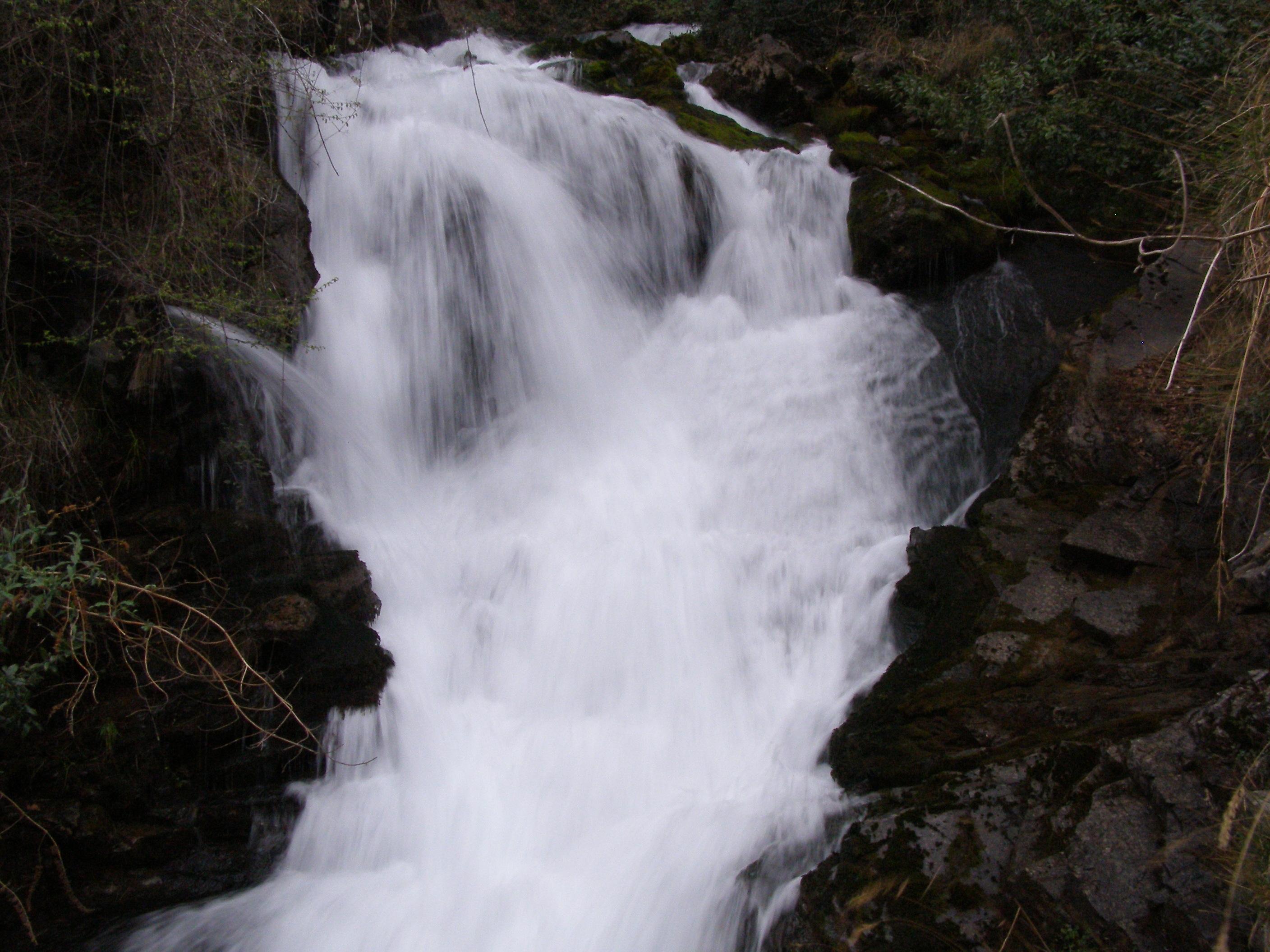